# Pseudagrion azureum
Pseudagrion azureum – gatunek ważki z rodziny łątkowatych (Coenagrionidae).